# ماري ديفيز (شاعرة)
ماري ديفيز (بالإنجليزية: Mary Davies)‏ (17 أكتوبر 1846 في المملكة المتحدة - 8 أكتوبر 1882 في المملكة المتحدة)؛ كاتِبة وشاعرة ويلزية.